# A Drop of The Dubliners
《A Drop of The Dubliners》는 아일랜드의 포크 그룹 더 더블리너스가 발매한 컴필레이션 음반이다. 메이저 마이너 레이블을 통해 발매되었다. 이전 메이저 마이너 레코드에서 발매한 음반을 모아놓은 곡도 몇 곡 있다.

## 트랙 리스트

### 사이드 원
1. "Seven Drunken Nights"
2. "The Black Velvet Band"
3. "Muirsheen Durkin"
4. "Carolan's Concerto"
5. "Whiskey in the Jar"
6. "Maloney Wants a Drink"
7. "Never Wed an Old Man"

### 사이드 투
1. "Weila Waile"
2. "Quare Bungle Rye"
3. "Irish Navy"
4. "Donkey Reel"
5. "Old Alarm Clock"
6. "The Rising of the Moon"
7. "Lock Up Your Daughters"